# مادر ولانکانی
مادر ولانکانی (به تامیلی: Annai Velankanni) فیلمی است محصول سال ۱۹۷۱ و به کارگردانی کی تانگاپان است. در این فیلم بازیگرانی همچون سریویدیا، سیواکومار، جئی‌لالیتا، جمینی گانسان، پادمینی، مانوراما و ناگش ایفای نقش کرده‌اند.